# Ketil Naso Piatto
Ketil Bjǫrnsson, soprannominato Naso Piatto o Nasopiatto (Flatnefr in norreno; ... – 866 ?), è stato un hersir norvegese vissuto nella metà dell'800, figlio di Bjorn (o Bjarni) Buna.
I suoi possedimenti si trovavano nella Norvegia Settentrionale. Alcuni studiosi hanno congetturato, in base a certe sue caratteristiche (ubicazione, soprannome e cognome non di origine norrena del padre), che Ketil fosse almeno parzialmente di discendenza Sami.
Negli anni che vanno grosso modo dall'850 all'860 Ketil fu un valente condottiero vichingo, conquistando le Ebridi e l'Isola di Man. Alcune fonti fanno riferimento a lui come "Re delle Sudreys", ma è poco attendibile che egli stesso potesse reclamare quel titolo. Il re norvegese lo nominò sovrano di queste isole, ma Ketil trascurò di pagare il tributo ad Harald Fairhair e venne così bandito. La maggior parte della sua famiglia finì per emigrare in Islanda.
La moglie di Ketil era Yngvild Ketilsdattir, figlia di Ketil Wether, un hersir di Ringarike. Ebbero numerosi figli, tra cui Bjorn the Easterner, Helgi Bjola; Aud the Deep-Minded, e Thorunn the Horned.
La figlia di Ketil, Aud, sposò Olaf il bianco, re di Dublino. I suoi figli, Thorstein il Rosso, in breve conquistarono molta parte della Scozia settentrionale tra l'870 e l'890, prima che fosse ucciso in battaglia. Aud e molti membri del suo clan si insediarono ad Laxdael, una regione dell'Islanda.
Ketil potrebbe essere stato il Caittil Find descritto dalle fonti irlandesi, nell'857, come un capo di un contingente di Gaelici norvegesi.

## Nella letteratura
Ketil è un personaggio nelle saghe Laxdaela, Eyrbyggja, ed Erik il Rosso. La sua genealogia è descritta in dettaglio nel Landnámabók.